# روس جاي إس. هوفمان
روس جاي إس. هوفمان (بالإنجليزية: Ross J. S. Hoffman) هو مؤرخ أمريكي، ولد في 2 فبراير 1902، وتوفي في 16 ديسمبر 1979.